# Trichalphus pilosus
Trichalphus pilosus là một loài bọ cánh cứng trong họ Cerambycidae.